# Södervångshallen
Södervångshallen är en idrottshall i Vellinge i Skåne. Den invigdes 2007 och ägs av Vellinge kommun.
Hallen är 4000 m² stor vilket gjorde den till kommunens största idrottshall vid tiden för färdigställandet. Den rymmer ytor för två tennisbanor eller andra bollsporter, klättervägg, sex raka löparbanor med allvädersbeläggning, hoppgrop samt ytor för höjdhopp och kulstötning. I hallen utövas skolidrott och föreningsidrott.
Vellinge Tennisklubb och friidrottsföreningen IK Finish bedriver sina inomhusverksamheter i Södervångshallen.